# تری‌فلوپریدول
تری‌فلوپریدول (به انگلیسی: Trifluperidol) یک داروی ضدروان‌پریشی تیپیکال از گروه شیمیایی بوتیروفنون است. این ماده دارای خواص کلی مشابه هالوپریدول است، اما عوارض جانبی نسبتاً شدیدتری را ایجاد می‌کند، به ویژه Tardive dyskinesia و سایر عوارض خارج هرمی. این دارو در درمان روان پریشی‌ها از جمله شیدایی و اسکیزوفرنی استفاده می‌شود. تری‌فلوپریدول نخستین بار در ۱۹۵۹ توسط جانسن فارماسیوتیکا عرضه شد.

## سنتز

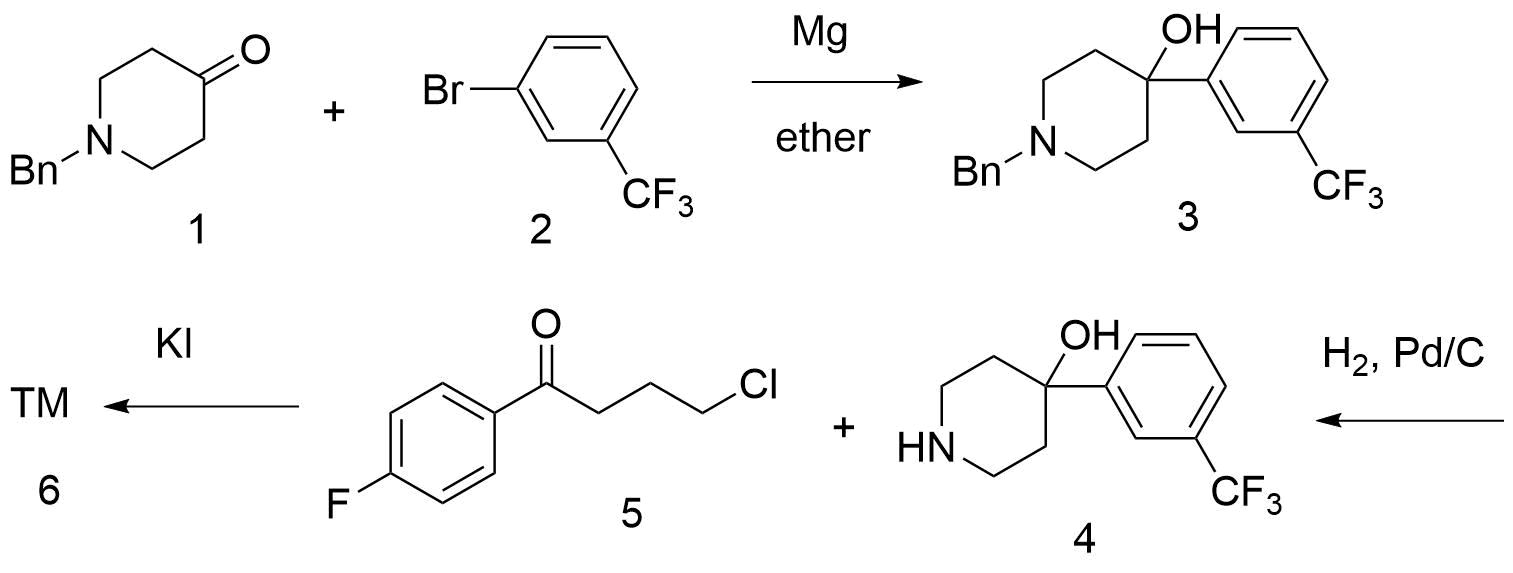
سنتز تری‌فلوپریدول: P. Janssen، J. Adriaan، (1962)، (1969).